# Özdemir Nutku
Özdemir Nutku (* 12. Januar 1931 in Istanbul; † 8. November 2019 in Izmir) war ein türkischer Theaterwissenschaftler, Schauspieler, Autor und Regisseur.

## Leben und Wirken
Nutku besuchte das Robert College in Istanbul. Seit seinem 7. Lebensjahr erhielt er Klavierunterricht. Sein erstes öffentliches Konzert als Pianist gab er 1949. In den 1950er Jahren trat er in der Türkei als Jazzpianist auf. Während seiner College-Zeit entstand auch sein Interesse für das Theater. Zahlreiche Rollen spielte er zunächst im Amateurtheater. In der Saison 1946/47 spielte er am Süreyya-Opernhaus (Kadıköy Süreyya Sinema) in Istanbul seine erste professionelle Theaterrolle in einer Operette von Franz Lehár.
Anfang der 1950er Jahre zog Nutku mit seiner Familie nach Ankara, wo er an der Universität Ankara zunächst Rechtswissenschaften studierte. Ab 1952 studierte er an der Universität Ankara dann Englische Sprache und Englische Literaturwissenschaft, sein Studium in der Türkei schloss er 1956 ab. Als Stipendiat studierte er danach Theaterwissenschaften an der Georg-August-Universität Göttingen, wo er 1959 einen deutschen Hochschulabschluss erwarb.
Während seiner Zeit in Deutschland war Nutku als Assistent von Heinz Hilpert drei Jahre lang am Deutschen Theater Göttingen tätig. Daneben inszenierte er an privaten Theatern: 1957 Leocadia von Jean Anouilh am Jungen Theater Göttingen, im Jahr darauf Jean Giraudoux’ Der Apoll von Bellac und Christopher Frys Ein Schlaf Gefangner auf der Nansenbühne. Als Mitglied der Göttinger werkgruppe für dichtung, der unter anderen Wulf Segebrecht und Reinhard Döhl angehörten, veröffentlichte er in Deutschland auch lyrische Arbeiten.
1959 ging Nutku in die Türkei zurück. Er lehrte dort zunächst als Universitätsassistent für Theaterwissenschaften an der Geisteswissenschaftlichen Fakultät der Universität Ankara. 1961 legte er seine Doktorarbeit vor. 1967 wurde er Privatdozent; 1974 erhielt er eine Universitätsprofessur für Theaterwissenschaften an der Universität Ankara. Im Herbst 1976 wurde er Professor an der Ege Üniversitesi in Izmir. Dort gründete er die Theaterwissenschaftliche Abteilung an der Fakultät der Schönen Künste, die 1982 Teil der Dokuz Eylül Üniversitesi wurde. Er hatte verschiedene Gastdozenturen inne, so 1965 in den Vereinigten Staaten. Von Juni 1965 bis Januar 1966 lehrte er zwei Semester Theaterwissenschaften an der Universität Wien. 
1950 legte Nutku seinen ersten eigenen Gedichtband vor. Seit 1953 verfasste er über 1800 Artikel in Kunst- und Literaturzeitschriften. Er schrieb zahlreiche Bücher, Theaterstücke sowie theoretische Texte über das Theater. Beiträge verfasste er u. a. für die Encyclopaedia of Islam und die World Encyclopedia of Contemporary Theatre. Zu den von ihm ins Türkische übersetzten Autoren gehören u. a. Herbert Achternbusch, George Tabori und eine Reihe Theaterstücke von William Shakespeare.
Özdemir Nutku war ab 1977 mit der Theaterwissenschaftlerin Hülya Nutku (* 1951) verheiratet.

## Auszeichnungen
2004 wurde er mit dem Muhsin Ertuğrul Özel Ödülü (Muhsin-Ertuğrul-Sonderpreis) des Afife Tiyatro Ödülleri ausgezeichnet.

## Veröffentlichungen (Auswahl)
- Modern Tiyatro Akımları (1963)
- Darülbedayi'nin Elli Yılı (1969)
- Dünya Tiyatrosu Tarihi (1971/1972)
- Tiyatro Yönetmeninin Çalışması (1973)
- Meddahlık ve Meddah Hikayeleri (1977)
- Sahne Bilgisi (1980)
- Dram Sanatı (1983)
- Gösterim Terimleri Sözlüğü (1983)
- Oyunculuk Tarihi (1995)
- Bana William Deyin (2010)
- Zaman içinde zaman (2014)